# Mário Wilson
Mário Wilson (ur. 17 października 1929 w Lourenço Marques, zm. 3 października 2016) – portugalski piłkarz i trener piłkarski. 

## Kariera
Jako zawodnik grał w Akadémice Coimbra i Sportingu. Po zakończeniu kariery sportowej przez kilka lat zajmował się działalnością gospodarczą – prowadził w Lizbonie szkołę sportową i klub odnowy biologicznej.
Był szkoleniowcem wielu zespołów ligowych (m.in. Académica Coimbra, Sporting CP, Vitória SC, CF Belenenses, kilkakrotnie SL Benfica). Do jego największych sukcesów trenerskich należą mistrzostwo Portugalii 1976 oraz Puchar Portugalii 1996 z Benfiką.
W latach 1978–1980 był selekcjonerem reprezentacji Portugalii, z którą jednak nie zdołał awansować do Mistrzostw Europy 1980.